# Sparák šedý
Sparák šedý (Crinifer concolor) je pták z čeledi turakovitých. Dorůstá 48 cm a je celý šedý s nápadně dlouhým ocasem a výraznou chocholkou. Obývá savany, suché řídké lesy, parky a předměstské zahrady na rozsáhlém území jižní Afriky. Živí se zejména různými plody (např. fíky nebo bobulemi), pupeny, zelenými částmi rostlin, termity a hlemýždi.